# سيلفيا بانكهيرست

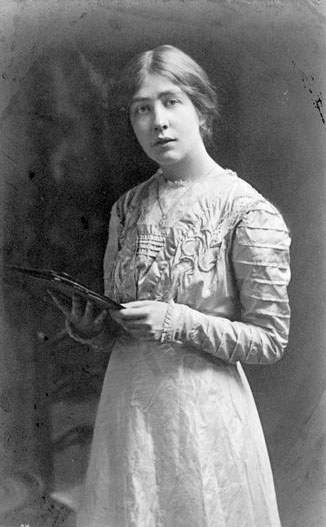
سيلفيا بانكهيرست.

استيل سيلفيا بانكهيرست (بالإنجليزية: Estelle Sylvia Pankhurst)‏ (5 مايو 1882 -27 سبتمبر 1960) هي ناشطة إنجليزية منادية بحركة منح المرأة حق الاقتراع، وشيوعية يسارية بارزة، ولاحقًا ناشطة فيما يتعلق بقضية معاداة الفاشية. أمضت الكثير من مراحل حياتها المتأخرة ثائرة من أجل إثيوبيا، حيث انتقلت في النهاية.

## نشأتها
وُلدت استيل سيلفيا بانكهيرست (التي أسقطت اسمها الأول لاحقًا) في درايتون تيراس، أولد ترافورد، مانشستر، وهي ابنة ريتشارد بانكهيرست وإميلين بانكهيرست، اللذين أصبحا فيما بعد العضوين المؤسسين لحزب العمل المستقل، واهتما كثيرًا بحقوق المرأة. التحقت سيلفيا وأخواتها، كريستابيل وأديلا، بمدرسة مانشستر الثانوية للبنات، وأصبح الفتيات الثلاث مناديات بحق المرأة بالتصويت.
تدربت سيلفيا بانكهيرست كفنانة في مدرسة مانشستر للفنون، وفي عام 1900، حصلت على منحة دراسية للكلية الملكية للفنون في ساوث كنزنغتون، لندن.

## الدعوة إلى حق النساء بالتصويت
في عام 1906، بدأت سيلفيا بانكهيرست العمل بدوام كامل في الاتحاد الاجتماعي والسياسي للمرأة مع شقيقتها كريستابيل ووالدتهما. وظفت مواهبها الفنية لصالح الاتحاد، مبتكرة شعارها ومنشوراتها المختلفة واللافتات والملصقات فضلًا عن تزيين قاعات الاجتماعات. في عام 1907، تجولت في المدن الصناعية في إنجلترا واسكتلندا، ورسمت صورًا لنساء من الطبقة العاملة في بيئات عملهن. قضت وقتًا في ليستر حيث رحبت بها أليس هوكينز التي عرفتها من خلال حزب العمل المستقل. سرعان ما انضمت إليهم ماري غاوثورب وأقمن وجودًا للاتحاد في ليستر.
على النقيض من إميلين وكريستابيل، احتفظت سيلفيا بانتمائها إلى الحركة العمالية وركزت نشاطها على الحملات المحلية. أسست هي وآمي بول اتحادية شرق لندن للاتحاد الاجتماعي والسياسي للمرأة. ساهمت سيلفيا أيضًا بمقالات في صحيفتي الاتحاد الاجتماعي والسياسي للمرأة، وفوتس فور وومن، وفي عام 1911، نشرت مقالة عن تاريخ بروباغندي (دعائي) لحملة الاتحاد بعنوان «ناشطة حق تصويت المرأة: تاريخ الحركة المناضلة لحق المرأة في التصويت».
مثلها كمثل العديد من ناشطات حق تصويت المرأة، أمضت بعض الوقت في السجن، إذ ألقي القبض عليها 15 مرة أثناء إدارتها لحملة حقوق المرأة. كانت سيلفيا في الرابعة والعشرين من عمرها عندما ذهبت إلى السجن للمرة الأولى. خلال الفترة ما بين فبراير 1913 ويوليو 1914، اعتُقلت سيلفيا بانكهيرست ثماني مرات، وفي كل مرة تتعرض للتغذية القسرية بشكل متكرر. قدمت عدة روايات عن تجربتها في التغذية القسرية ووقتها في السجن. كُتبت إحدى هذه الروايات في عام 1913 لمجلة مكلور، وهي دورية أمريكية رائجة.
مُنحت سيلفيا ميدالية إضراب عن الطعام «للشجاعة» من قبل الاتحاد الاجتماعي والسياسي للمرأة.
بحلول عام 1914، كان لسيلفيا العديد من الخلافات مع الطريق الذي سلكه الاتحاد. استقل الاتحاد عن أي حزب سياسي، لكنها أرادته أن يصبح منظمة اشتراكية صريحة تعالج قضايا أوسع نطاقًا من حق المرأة في التصويت، وأن يكون منحازًا لحزب العمل المستقل. كانت لها علاقة شخصية وثيقة مع السياسي العمالي كير هاردي. في الأول من نوفمبر 1913، أبدت بانكهيرست تأييدها في إضراب دبلن، وتحدثت في اجتماع عُقد في لندن. لم يتفق أعضاء الاتحاد، ولا سيما أختها كريستابيل، على أفعالها، وبالتالي طُردت من الاتحاد. أدى طردها إلى تأسيسها لاتحادية شرق لندن لناشطات حق المرأة في التصويت عام 1914، الذي تطور على مر السنين سياسيًا وتغير اسمه وفقًا لذلك، أولًا إلى اتحادية حق تصويت المرأة ثم إلى الاتحادية الاشتراكية للعمال. أسست صحيفة للاتحادية الاشتراكية للعمال؛ «وومنز دريدنوت»، ووظفت ماري فيليبس للكتابة فيها، وأصبحت الصحيفة فيما بعد «ووركرز دريدنوت». شنت الاتحادية حملة ضد الحرب العالمية الأولى، وأخفى بعض أعضائه معارضي الخدمة العسكرية عن الشرطة.

## الحرب العالمية الأولى
أثناء الحرب العالمية الأولى، ذُهلت سيلفيا بانكهيرست لرؤية والدتها إميلين وشقيقتها كريستابيل من المؤيدين المتحمسين لحملة الحرب والحملة لصالح التجنيد العسكري. كانت سيلفيا معارضة للحرب، وتعرضت للهجوم علنًا في صحيفة الاتحاد الاجتماعي والسياسي للمرأة المعاد تسميتها حديثًا؛ «بريتانيا». حاولت منظمتها الدفاع عن مصالح المرأة في المناطق الأفقر من لندن. أنشأت مطاعم «بسعر التكلفة» لإطعام الجياع دون وصمة الإحسان أو الصدقة. أنشأت أيضًا مصنعًا للألعاب لتوظيف النساء اللاتي أصبحن عاطلات عن العمل بسبب الحرب. عملت هي ورفقاؤها أيضًا على الدفاع عن حق زوجات الجنود في الحصول على بدلات مناسبة في غياب أزواجهن، سواء من الناحية العملية؛ عن طريق إنشاء مراكز المشورة القانونية، أو من الناحية السياسية؛ من خلال تنظيم حملات لإلزام الحكومة على مراعاة فقر زوجات الجنود.
في عام 1915، قدمت بانكهيرست دعمها الحماسي للكونغرس الدولي للسلام للمرأة، الذي عُقد في لاهاي. أفقدها هذا الدعم بعض حلفائها في بلدها، وتناقض بشكل حاد مع موقف أختها كريستابيل، التي في أعقاب الثورة الروسية في فبراير 1917 ووصول ألكسندر كيرينسكي إلى السلطة، ارتحلت إلى روسيا لتنادي ضد انسحابها من الحرب.

## الشيوعية
واصلت الاتحادية الاشتراكية للعمال في التحرك نحو السياسات اليسارية واستضافت الاجتماع الافتتاحي للحزب الشيوعي (القسم البريطاني للشيوعية الدولية). نشرت صحيفة ووركرز دريدنوت «دستور للسوفييت البريطانيين» لسيلفيا بانكهيرست؛ تزامنًا مع هذا الاجتماع. في هذه المقالة، سلطت الضوء على الدور المحتمل لما أسمته السوفييت المنزلي، «ليتسنى للأمهات وأولئك منظمي الحياة الأسرية تمثيل المجتمع تمثيلًا وافيًا، وقد يقومون بدورهم الواجب في إدارة المجتمع؛ وهو نظام للسوفييت المنزلي يتعيّن بناؤه».
عارض الحزب الشيوعي (القسم البريطاني للشيوعية الدولية) النظام البرلماني، خلافًا لآراء الحزب الاشتراكي البريطاني المؤسس حديثًا، والذي شكل الحزب الشيوعي لبريطانيا العظمى في أغسطس 1920. سرعان ما حل الحزب الشيوعي (القسم البريطاني للشيوعية الدولية) نفسه إلى الحزب الشيوعي الرسمي الأكبر، ولكن لم تدم هذه الوحدة طويلًا. ثارت بانكهيرست عندما اقترحت قيادة الحزب الشيوعي لبريطانيا العظمى أن تسلمهم صحيفة ووركرز دريدنوت. نتيجة لهذا؛ طُرِدت من الحزب الشيوعي لبريطانيا العظمى، وانتقلت إلى تأسيس حزب العمال الشيوعي الذي لم يدم طويلًا.
في هذه المرة، كانت متمسكة بالشيوعية اليسارية أو مجلس الشيوعية. حضرت اجتماعات الشيوعية الدولية في روسيا وأمستردام، واجتماعات الحزب الاشتراكي الإيطالي. اختلفت مع لينين على نصيحته للعمل مع حزب العمال البريطاني، وكانت تؤيد «الشيوعيين اليساريين» مثل أنطوني بانيكوك.